# Hall Beach Airport
Hall Beach Airport är en flygplats i Kanada. Den ligger nära Hall Beach  i den nordöstra delen av landet, 2 600 km norr om huvudstaden Ottawa. Hall Beach Airport ligger 8 meter över havet.
Terrängen runt Hall Beach Airport är mycket platt. Havet är nära Hall Beach Airport åt nordost. Trakten är glest befolkad.